# Gustav Mie
Gustav Adolf Feodor Wilhelm Ludwig Mie (pronunciación en alemán: /miː/) (Rostock, 29 de septiembre de 1868 - Freiburg im Breisgau, 13 de febrero de 1957) fue un físico alemán asociado con la dispersión de Mie (1908) —que se aplica, por ejemplo, a gotas de agua de tamaño macroscópico implicadas en fenómenos ópticos meteorológicos como la formación de arcoíris, coronas o glorias—, con el potencial de Mie (1903) y con la ecuación de estado Mie-Grüneisen —que relaciona la presión y el volumen de un sólido a una temperatura determinada—. En 1919 fue elegido miembro de la Academia alemana de las ciencias naturales Leopoldina.

## Biografía
Gustav Mie nació en 1868 en Rostock, Mecklemburgo-Schwerin, entonces integrante de la Confederación Alemana del Norte. Desde 1886 estudió matemáticas y física en la Universidad de Rostock. Además de a sus materias principales, también asistió a conferencias de química, zoología, geología, mineralogía y astronomía, así como de lógica y metafísica. En 1889 continuó sus estudios en la Universidad de Heidelberg y se doctoró en matemáticas a la edad de 22 años.
En 1897 obtuvo su habilitación en la Universidad de Göttingen en física teórica y en 1902 se convirtió en profesor extraordinario de física teórica en la Universidad de Greifswald. En 1917 se convirtió en profesor titular de física experimental en la Universidad Martin Luther de Halle-Wittenberg y en 1924 en profesor en la Universidad de Friburgo, donde trabajó hasta su jubilación en 1935.
En Friburgo, durante la dictadura nazi, Mie fue miembro de la oposición universitaria de los llamados Freiburger Kreis (Círculos de Friburgo) y fue uno de los participantes del Freiburger Konzil original.
Murió en Freiburg im Breisgau i en 1957.

## Trabajos
Durante sus años en Greifswald, Mie trabajó en el cálculo de la dispersión de una onda electromagnética a través de una esfera dieléctrica homogénea, que se publicó en 1908 en los Annalen der Physik con el título de «Beiträge zur Optik trüber Medien, speziell kolloidaler Metallösungen» [Contribuciones a la óptica de medios turbios, en particular de soluciones de metales coloidales]. La denominación dispersión de Mie todavía está relacionado con su nombre. Usando la teoría electromagnética de Maxwell aplicada a las partículas de oro esféricas, Mie proporcionó un tratamiento teórico de la absorción de la resonancia del plasmón de los coloides de oro. Las bandas de absorción nítidas dependían del tamaño de la partícula y explicaban el cambio de color que se produce a medida que el tamaño del coloide de nanopartículas se incrementa de 20 a 1600 nm.
Publicó otras contribuciones importantes relacionadas con el electromagnetismo y también con la teoría de la relatividad. Además, trabajó en unidades de medida y finalmente desarrolló en 1910 su propio sistema de unidades Mie, con las unidades básicas Voltio, Amperio, Culombio y Segundo (sistema VACS).

## Honores
Un cráter en Marte fue nombrado en su honor, y también un edificio de la Universidad de Friburgo, así como en la Universidad Martin Luther de Halle Wittenberg, donde se convirtió por primera vez en profesor titular, llevan su nombre.

## Publicaciones selectas
- Moleküle, Atome, Weltäther. Teubner-Verlag, 1904.
- Moleküle, atome, Weltäther (Molecules, atoms, etheric world). BG Teubner, 1907.
- Die Einsteinsche Gravitationstheorie (Einstein's theory of gravitation). S. Hirzel, 1921.
- Die geistige Struktur der Physik. Gütersloh, 1934.
- Die göttliche Ordnung in der Natur. Furche-Verlag, 1946.
- Lehrbuch der Elektrizität und des Magnetismus. F. Enke, 1910; Enke-Verlag, 1943; Enke-Verlag, 1948.
- Die Grundlagen der Mechanik. Enke-Verlag, 1950.
- «Beiträge zur Optik trüber Medien, speziell kolloidaler Metallösungen» [Contributions to the optics of turbid media, particularly of colloidal metal solutions]. Annalen der Physik (en alemán) 25 (IV): 377-445. 1908. Bibcode:1908AnP...330..377M. doi:10.1002/andp.19083300302. Archivado desde el original el 29 de enero de 2003. Consultado el 18 de noviembre de 2015.